# Сидорик, Тимофей Николаевич
Тимофей Николаевич Сидорик (род. 8 января 1947, село Волоща Дрогобычского района Львовской области) — советский промышленный деятель, новатор производства, бригадир скреперистов, машинист скреперной лебедки рудника № 2 Стебницкого калийного комбината Львовской области. Депутат Верховного Совета СССР 9-10-го созывов (1974—1984).

## Биография
Родился в крестьянской семье. Учился в Волощанской восьмилетней школе. В 1964 году окончил Грушевскую среднюю школу Дрогобычского района Львовской области. В 1966 году окончил Львовское профессионально-техническое училище № 28.
Трудовую деятельность начал в 1966 году электрослесарем рудника № 2 Стебницкого калийного комбината Львовской области.
С 1966 по 1969 год — служба в Советской армии (в Германской Демократической Республике).
В 1969—1970 годах — электрослесарь по ремонту шахтного оборудования, в 1970—1975 годах — скреперист, бригадир скреперистов, с 1975 года — машинист скреперной лебедки рудника № 2 Стебницкого калийного комбината Львовской области.
Член КПСС с 1975 года.
Окончил заочно Нововолынский горностроительный техникум Волынской области.
Потом — на пенсии в селе Волоща Дрогобычского района Львовской области.

## Награды
- орден Трудового Красного Знамени
- орден Трудовой Славы III ст.
- медали
- знак «Шахтерской славы» III ст.